# رایان برتراند
رایان برتراند (به انگلیسی: Ryan Bertrand) (زاده ۵ اوت ۱۹۸۹ - سات‌ارک، لندن) بازیکن فوتبال اهل انگلستان
وی در ژوئیه ۲۰۰۵ با قراردی به مبلغ ۱۲۵٬۰۰۰ یورو به تیم چلسی پیوست و اولین بازی اروپایی خود را در فینال لیگ قهرمانان اروپا ۲۰۱۲ در برابر تیم بایرن مونیخ در پست هافبک چپ به مدت ۷۰ دقیقه انجام داد.
برتراند سابقه ۲ بازی ملی در تیم ملی فوتبال انگلستان را دارد.